# Eropterus rectus
Eropterus rectus es una especie de escarabajo de alas de red perteneciente a la familia Lycidae. Se encuentra distribuido en América del Norte.